# Desmia
Genre
Synonymes
- Aediodes Guenée, 1854
- Arna Walker, 1856
- Hyalitis Guenée, 1854

Desmia est un genre de lépidoptères (papillons) de la famille des Crambidae.

## Liste d'espèces
Selon la base de données « global Pyraloidea database », les espèces suivantes sont reconnues :
- Desmia albisectalis (Dognin, 1905)
- Desmia albitarsalis Hampson, 1917
- Desmia angustalis Schaus, 1920
- Desmia anitalis Schaus, 1920
- Desmia bajulalis (Guenée, 1854)
- Desmia benealis Schaus, 1920
- Desmia bifidalis Hampson, 1912
- Desmia bigeminalis (Dognin, 1905)
- Desmia bourguignoni Ghesquière, 1942
- Desmia ceresalis Walker, 1859
- Desmia chryseis Hampson, 1898
- Desmia clarkei Amsel, 1956
- Desmia clytialis Walker, 1859
- Desmia cristinae Schaus, 1912
- Desmia crudalis Walker, 1866
- Desmia ctenuchalis (Dognin, 1907)
- Desmia daedala (Druce, 1895)
- Desmia decemmaculalis Amsel, 1956
- Desmia dentipuncta Hampson, 1912
- Desmia deploralis Hampson, 1912
- Desmia desmialis (Barnes & McDunnough, 1914)
- Desmia discrepans (Butler, 1887)
- Desmia extrema (Walker, 1856)
- Desmia falcatalis E. Hering, 1906
- Desmia filicornis Munroe, 1959
- Desmia flavalis Schaus, 1912
- Desmia flebilialis (Guenée, 1854)
- Desmia funebralis Guenée, 1854
- Desmia funeralis (Hübner, 1796)
- Desmia geminalis Snellen, 1875
- Desmia geminipuncta Hampson, 1912
- Desmia girtealis Schaus, 1920
- Desmia grandisalis Schaus, 1912
- Desmia hadriana (Druce, 1895)
- Desmia herrichialis E. Hering, 1906
- Desmia hoffmannsi E. Hering, 1906
- Desmia horaria Meyrick, 1937
- Desmia ilsalis Schaus, 1920
- Desmia intermicalis (Guenée, 1854)
- Desmia jonesalis Schaus, 1920
- Desmia julialis Schaus, 1920
- Desmia lacrimalis Hampson, 1912
- Desmia leucothyris (Dognin, 1909)
- Desmia maculalis Westwood, 1832
- Desmia melaleucalis Hampson, 1899
- Desmia melanalis C. Felder, R. Felder & Rogenhofer in C. Felder, R. Felder & Rogenhofer, 1875
- Desmia melanopalis Hampson, 1912
- Desmia mesosticta Hampson, 1912
- Desmia microstictalis Hampson, 1904
- Desmia minnalis Schaus, 1920
- Desmia mordor Landry & Solis in B. Landry, 2016
- Desmia mortualis Hampson, 1912
- Desmia naclialis Snellen, 1875
- Desmia natalialis Schaus, 1920
- Desmia niveiciliata E. Hering, 1906
- Desmia octomaculalis Amsel, 1956
- Desmia odontoplaga Hampson, 1898
- Desmia pantalis Dyar, 1927
- Desmia parastigma Dyar, 1914
- Desmia paucimaculalis Hampson, 1898
- Desmia pentodontalis Hampson, 1898
- Desmia perfecta Butler, 1882
- Desmia peruviana E. Hering, 1906
- Desmia phaiorrhoea Dyar, 1914
- Desmia pisusalis Walker, 1859
- Desmia ploralis (Guenée, 1854)
- Desmia quadrimaculata E. Hering, 1906
- Desmia quadrinotalis Herrich-Schäffer, 1871
- Desmia recurvalis Schaus, 1940
- Desmia revindicata E. Hering, 1906
- Desmia ruptilinealis Hampson, 1912
- Desmia semirufalis (Hampson, 1918)
- Desmia semivacualis Dognin, 1903
- Desmia sepulchralis Guenée, 1854
- Desmia stenizonalis Hampson, 1912
- Desmia stenoleuca Hampson, 1912
- Desmia strigivitralis (Guenée, 1854)
- Desmia subdivisalis Grote, 1871
- Desmia tages (Cramer, 1777)
- Desmia tenuimaculata E. Hering, 1906
- Desmia tenuizona Hampson, 1912
- Desmia tetratocera Dyar, 1914
- Desmia trimaculalis E. Hering, 1906
- Desmia ufeus (Cramer, 1777)
- Desmia unipunctalis (Druce, 1895)
- Desmia validalis Dognin, 1903
- Desmia vicina Dognin, 1906
- Desmia vulcanalis (C. Felder, R. Felder & Rogenhofer in C. Felder, R. Felder & Rogenhofer, 1875)